# Rayon (théosophie)
Pour les articles homonymes, voir Rayon.
Le Rayon représente l'un des sept courants de force du Logos Solaire. 

## Description
Chaque courant est l'incorporation d'une grande Entité cosmique. Ils sont les sept Constructeurs, les sept Sources de vie et les sept Rishis dont parlent toutes les anciennes écritures. Ils sont les Entités psychiques originales possédant la capacité d'exprimer l'amour (qui implique le concept de la dualité, car la différence entre celui qui aime et celui qui est aimé, entre celui qui désire et celui qui est désiré doit être établie), et d'émerger de l'existence subjective dans le devenir objectif.
Chaque Vie de Rayon s'exprime principalement par l'intermédiaire d'une planète. Il y a sept Rayons donc sept planètes sacrées, mais la vie des sept Rayons s'exprime à travers toutes les planètes y compris la Terre, et qualifie ainsi chaque forme.
Les sept rayons peuvent être subdivisés en trois rayons d'aspect et quatre rayons d'attribut.
Rayons d'aspect
1. Rayon de la Volonté ou Pouvoir
2. Rayon de l'Amour-Sagesse
3. Rayon de l'Intelligence Active

Rayons d'attribut
1. Rayon de l'Harmonie par le Conflit ou Beauté
2. Rayon de la Connaissance Concrète
3. Rayon de la Dévotion Idéalisme Abstrait
4. Rayon de l'Ordre ou de la Magie Rituelle

## Présentation des sept Rayons[4]
Rayon de la Volonté ou Pouvoir
Cette vie veut aimer et utilise le pouvoir comme expression de la bienfaisance divine. Comme corps de manifestation, il emploie cette planète pour laquelle le soleil est considéré comme substitut ésotérique.
Rayon de l'Amour-Sagesse
Cette vie qui est l'incarnation de l'Amour pur, est regardée par les ésotéristes comme étant aussi étroitement uni au cœur du Logos Solaire que le fut le disciple bien-aimé au cœur du Christ de Galilée. Cette vie instille la qualité de l'Amour dans toutes les formes, avec sa manifestation plus matérielle de désir, elle est le principe attractif dans la nature ainsi que le Gardien de la Loi d'Attraction, qui est la démonstration de Vie de l’Être pur. Ce Seigneur d'Amour est le plus puissant des Sept rayons parce qu'il est sur le même rayon cosmique que la Déité solaire. Il s'exprime principalement à travers la planète Jupiter qui est son corps de manifestation.
Rayon de l'Intelligence Active
Son travail est plus étroitement relié à la matière et il travaille en coopération avec le Seigneur du second rayon. Il est l'impulsion motivante dans le travail initial de création. La planète Saturne est son corps d'expression dans le système solaire; c'est par l'intermédiaire de la matière, (qui obstrue et gêne de façon bénéfique), qu'il pourvoit l'humanité d'un vaste champ d'expérience et d'expérimentation.
Rayon de l'Harmonie par le Conflit ou Beauté
La principale fonction de cet Être est la création de la Beauté (en tant qu'expression de vérité), à travers le libre jeu de la vie et de la forme, basant le canon de beauté sur le plan initial tel qu'il existe dans le mental du Logos Solaire. Le corps de manifestation de cette Vie n'est pas révélé, mais l'activité qui en émane produit cette combinaison de sons, de couleurs, de musique et de mots, qui exprime à travers la forme de l'idéal, ce qui est à l'origine de l'idée. Ce quatrième Seigneur d'expression créatrice reprendra son activité sur la terre dans six cents ans environ, bien que déjà une première et faible impression de son influence se fasse sentir; le siècle prochain verra un réveil de l'Art créateur dans toutes ses branches.
Rayon de la Connaissance Concrète
Ceci est une grande Vie qui est en contact étroit avec le mental de la Déité créative, de même que le Seigneur du second rayon est en contact étroit avec le cœur de cette même Déité. Son influence est grande en ce moment quoique pas encore aussi puissante qu'elle le sera plus tard. La science est un développement psychologique dans l'Homme dû à l'influence de ce rayon qui vient seulement de commencer son réel travail. Son influence grandit en pouvoir, tandis que l'influence du sixième Seigneur est décroissante.
Rayon de la Dévotion Idéalisme Abstrait
Cette Déité solaire est une expression caractéristique et particulière de la qualité du Logos solaire. N'oublions pas que dans le grand schéma de l'univers universel (non pas seulement notre univers) notre Logos solaire est aussi différencié et distinct en qualité que l'est n'importe lequel des fils des hommes. Cette force de rayon, avec le second rayon, est une expression vitale et vraie de la nature divine. Une concentration militante sur l'idéal, une dévotion pointée uniquement sur l'intention de la poussée de vie et une sincérité divine, telles sont les qualités de ce Seigneur, impressionnant tout ce qui se trouve dans son corps de manifestation. Les ésotéristes avancés discutent quant à savoir si c'est ou non Mars qui est la planète à travers laquelle il se manifeste. L'influence du Seigneur du sixième rayon est en déclin.
Rayon de l'Ordre ou de la Magie Rituelle
Ce Seigneur arrive maintenant au pouvoir et commence lentement mais sûrement à faire sentir sa pression. Son influence est la plus forte sur le plan physique parce qu'il y a une inter-relation numérique étroite entre le Seigneur du septième rayon et le septième plan, le plan physique; la septième race-racine verra une conformité parfaite et sera une expression parfaite de la loi et de l'ordre. Ce rayon de l'ordre et son arrivée sont partiellement responsables, dans les affaires du monde, de l'actuelle tendance à la dictature gouvernementale et du contrôle imposé par un gouvernement central.

## Rayons en manifestation et hors de manifestation sur Terre[5]
1. : Volonté ou Pouvoir  ............................. n'est pas en manifestation.
2. : Amour-Sagesse  .................................. en manifestation depuis 1575.
3. : Intelligence Active  .............................. en manifestation depuis 1425.
4. : Harmonie par le Conflit ou Beauté  ..... viendra lentement en manifestation après 2025.
5. : Connaissance Concrète  .................... en manifestation depuis 1775.
6. : Dévotion Idéalisme Abstrait ............... disparaît rapidement de la manifestation depuis 1625.
7. : Ordre ou Rythme ou Magie Rituelle ............ en manifestation depuis 1675.

## Expression des sept Rayons chez l'Homme[6]
Volonté ou Pouvoir
- Vertus spéciales : Force, courage, fermeté, fidélité résultant d'une absence absolue de crainte, pouvoir de gouverner, capacité de saisir les grandes questions avec un esprit large, de manier les hommes.
- Vices du Rayon : Orgueil, ambition, entêtement, dureté, arrogance, désir de dominer les autres, obstination, colère.
- Vertus à acquérir : : Tendresse, humilité, sympathie, tolérance, patience.

Amour-Sagesse
- Vertus spéciales : Calme, force, patience et endurance, amour de la vérité, fidélité, intuition, intelligence claire et caractère serein.
- Vices du Rayon : Se laisser trop absorber par l'étude, froideur, indifférence à l'égard d'autrui, mépris des limitations mentales chez les autres.
- Vertus à acquérir : Amour, compassion, désintéressement, énergie.

Intelligence Active
- Vertus spéciales : Vues larges sur toutes les questions abstraites, sincérité des intentions, intellect clair, capacité de concentration sur les études philosophiques, patience, prudence, absence de cette tendance à se tourmenter pour soi-même, ou pour les autres au sujet de bagatelle.
- Vices du Rayon : Orgueil intellectuel, froideur, isolement, imprécision quant aux détails, distraction, entêtement, égoïsme, critique exagérée d'autrui.
- Vertus à acquérir : Sympathie, tolérance, dévotion, précision, énergie, bon sens.

Harmonie (par le conflit) ou Beauté
- Vertus spéciales : Grandes affections, sympathie, courage physique, générosité, dévotion, vivacité de l'intellect et de la perception.
- Vices du Rayon : Égocentrisme, tendance à se tourmenter, imprécision, manque de courage moral, fortes passions, indolence, extravagance.
- Vertus à acquérir : Sérénité, confiance, contrôle de soi-même, pureté, désintéressement, précision, équilibre mental et moral.

Connaissance Concrète
- Vertus spéciales : Notions strictement précises, justice (sans merci), persévérance, bon sens, droiture, indépendance, intelligence vive.
- Vices du Rayon : Critique dure, étroitesse d'esprit, arrogance, caractère ne sachant pas pardonner, manque de sympathie et de respect, préjugés.
- Vertus à acquérir : Respect, dévotion, sympathie, amour, largesse d'esprit.

Sixième Rayon, Dévotion Idéalisme Abstrait
- Vertus spéciales : Dévotion, unité d'intention, amour, tendresse, intuition, loyauté, respect.
- Vices du Rayon : Amour égoïste et jaloux, appui exagéré sur autrui, partialité, tendance à la déception, sectarisme, superstition, préjugés, conclusions prématurées, violentes colères.
- Vertus à acquérir : Force, sacrifice de soi, pureté, vérité, tolérance, sérénité, équilibre et bon sens.

Ordre ou Magie Rituelle
- Vertus spéciales : Force, persévérance, courage, courtoisie, grand soin dans les détails, confiance en soi.
- Vices du Rayon : Formalisme, bigoterie, fierté, étroitesse d'esprit, jugement superficiel, trop d'indulgence pour l'opinion personnelle.
- Vertus à acquérir : Réalisation de l'unité, élargissement de l'esprit, tolérance, humilité, gentillesse et amour.